# Dzwoneczek i zaginiony skarb
Dzwoneczek i zaginiony skarb (ang. Tinker Bell and the Lost Treasure, 2009) – amerykański film animowany ze studia Paramount Pictures, będący kontynuacją filmu Dzwoneczek z 2005 roku. Amerykańska premiera jest datowana na 27 października 2009. Polska premiera filmu odbyła się 5 lutego 2010 roku był dystrybutor kin Imperial CinePix.

## Fabuła
Zbliża się jesień. Dzwoneczek jest szczęśliwa, że to właśnie ona ma stworzyć Jesienne Berło, które uczci pojawienie się na niebie niebieskiego księżyca. Terencjo, przyjaciel Dzwoneczka, stara się jej pomóc, ale tylko ją irytuje. W końcu Dzwoneczek traci cierpliwość, a wypowiedziane w złości słowa burzą ich dotychczasową przyjaźń. W trakcie kłótni Dzwoneczek niechcący tłucze Księżycowy Kamień. Aby go naprawić, musi odnaleźć sekretny skarb.

## Ścieżka muzyczna[1]
1. „Gift of a Friend” – Demi Lovato
2. „Take to the Sky” – Jordan Pruitt
3. „Where the Sunbeams Play” – Méav Ní Mhaolchatha
4. „Road to Paradise” – Jordin Sparks
5. „I’ll Try” – Jesse McCartney
6. „If You Believe” – Lisa Kelly of Celtic Women
7. „Magic Mirror” – Tiffany Thornton
8. „The Magic of a Friend” – Haley O
9. „It’s Love that Holds Your Hand” – Jonatha Brooke
10. „A Greater Treasure than a Friend” – Savannah Outen
11. „Pixie Dust” – Ruby Summer
12. „Fly Away Home” – Alyson Stoner
13. „Fly to Your Heart” – Selena Gomez

## Obsada
Reżyseria: Klay Hall

Scenariusz: Evan Spiliotopoulos
Bradley Raymond
Wystąpili:
- Mae Whitman – Dzwoneczek
- Lucy Liu – Mgiełka
- Jesse McCartney – Terence
- Raven-Symoné Christina Pearman – Irydessa
- Kristin Chenoweth – Różyczka
- Pamela Adlon – Vidia
- Anjelica Huston – Królowa
- Grey DeLisle – Lyria / Viola / Narrator
- John Di Maggio – Minister Jesieni

## Wersja polska
Wersja polska: Sun Studio A/S Oddział w Polsce

Reżyseria: Joanna Węgrzynowska-Cybińska

Dialogi polskie: Joanna Serafińska

Kierownictwo muzyczne: Agnieszka Tomicka

Teksty piosenek: Wiesława Sujkowska

Dźwięk i montaż: Ilona Czech-Kłoczewska

Kierownictwo produkcji: Beata Jankowska, Urszula Nowocin

Mixing Studio: Shepperton International

Opieka artystyczna: Aleksandra Sadowska

Wystąpili:
- Natalia Rybicka – Dzwoneczek / Cynka
- Marcin Hycnar – Terencjo
- Katarzyna Żak – królowa Klarion
- Anna Seniuk – Wróżka Duszka
- Katarzyna Glinka – Mgiełka
- Kaja Paschalska – Iskierka
- Tamara Arciuch – Różyczka
- Maria Niklińska – Jelonka
- Łukasz Lewandowski – Pompon
- Michał Piela – Klank
- Joanna Węgrzynowska-Cybińska – Lyria
- Wojciech Machnicki – Minister Jesieni
- Mieczysław Morański – Mały troll
- Mirosław Zbrojewicz – Wysoki troll
- Paweł Szczesny – Gary
- Anna Dereszowska – Narrator
- Piotr Bajtlik – Kamień
- Jakub Szydłowski – Sowa
- Anna Sztejner – Wiola
- Agnieszka Judycka – Wróżka

W pozostałych rolach:
- Bożena Furczyk
- Joanna Pach
- Paweł Ciołkosz

Piosenki:
- „If You Believe”: Zosia Nowakowska
- „Fairy Tale Theatre”: Joanna Węgrzynowska-Cybińska